# Ankang

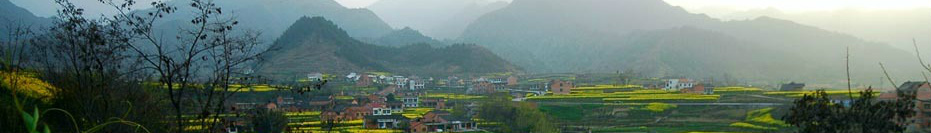
Landschaft in Ankang

Ankang (chinesisch 安康市, Pinyin Ānkāng shì) ist eine bezirksfreie Stadt im Süden der Provinz Shaanxi in der Volksrepublik China. Sie liegt auf 300 m Höhe im Tal des Flusses Han Jiang. Das Verwaltungsgebiet der Stadt Ankang hat eine Fläche von 23.536 km² und 2.493.436 Einwohner (Stand: Zensus 2020).
Die im Stadtgebiet gelegenen Liujiaying-Stätte aus der Zeit der Streitenden Reiche und der Qin- und Han-Dynastie (刘家营遗址, Liújiāyíng yízhǐ) steht seit 2013 auf der Liste der Denkmäler der Volksrepublik China.

## Administrative Gliederung
Auf Kreisebene setzt sich Ankang aus einem Stadtbezirk und neun Kreisen zusammen. Diese sind (Stand: Zensus 2020):
- Stadtbezirk Hanbin (汉滨区), 3.644 km², 894.853 Einwohner, Zentrum und Sitz der Stadtregierung;
- Kreis Hanyin (汉阴县), 1.365 km², 240.188 Einwohner;
- Kreis Shiquan (石泉县), 1.516 km², 153.221 Einwohner;
- Kreis Ningshan (宁陕县), 3.664 km², 59.905 Einwohner;
- Kreis Ziyang (紫阳县), 2.242 km², 260.971 Einwohner;
- Kreis Langao (岚皋县), 1.956 km², 135.006 Einwohner;
- Kreis Pingli (平利县), 2.648 km², 181.286 Einwohner;
- Kreis Zhenping (镇坪县), 1.502 km², 47.356 Einwohner;
- Kreis Xunyang (旬阳县), 3.533 km², 357.876 Einwohner;
- Kreis Baihe (白河县), 1.441 km², 162.774 Einwohner.

## Religion
In Ankang gibt es ein Amt für religiöse Angelegenheiten. Die Stadt ist seit dem 28. März 1928 Sitz der Apostolischen Präfektur Hinganfu der römisch-katholischen Kirche.

## Verkehr
Ankang hat einen Flughafen (IATA-Code AKA) und ist Endpunkt der Eisenbahnstrecke  Xi’an – Ankang, die am 8. Januar 2001 eröffnet wurde.

## Persönlichkeiten
- He Hui (* 1972), Sopranistin
- Yang Liujing (* 1998), Geherin